# Johannes Grebert
Johannes Grebert (* 1966 in Eltville am Rhein) ist ein deutscher Autor und Regisseur. Er hat an verschiedenen Theatern gearbeitet und zeichnet verantwortlich für eine Reihe von Film- und Fernsehfilmen, Werbefilmen und Musikvideos.

## Leben
Johannes Grebert wuchs in Eltville am Rhein auf. Nach dem Abitur verweigerte er den Kriegsdienst und leistete danach den Zivildienst in einer Kinder- und Jugendpsychiatrie. Grebert studierte in den Jahren 1988 bis 1993 Theaterwissenschaft in Gießen und war danach in Frankfurt am Theater am Turm, in Hamburg in der Kampnagel Fabrik, in Dresden am TIF-Staatsschauspiel und in Berlin an der Schaubühne, der Volksbühne und dem Hebbel-Theater beschäftigt. 1993 schrieb er das Drehbuch und führte neben Achim Freyer Regie bei der Produktion des Spielfilms Metamorphosen.
Seit Ende der 1990er Jahre drehte Grebert, teilweise als Co-Regisseur von Philipp Stölzl zahlreiche Musikvideos unter anderem für Die Ärzte, Herbert Grönemeyer, Marius Müller-Westernhagen, Rammstein, Rosenstolz, Modern Talking und Die Toten Hosen.
Sein Clip zu Nimm mich mit 2000 von Marius Müller-Westernhagen wurde 2001 mit dem Comet ausgezeichnet und für das Video zu Gib mir Sonne von Rosenstolz erhielt er im Jahr 2009 den Echo.
Zusammen mit Stölzl führte Grebert auch Regie im Kinofilm Baby aus dem Jahr 2002 und der Fernsehproduktion von Rienzi, der letzte der Tribunen nach dem Libretto von Richard Wagner, aufgenommen in der Deutschen Oper Berlin.
Im Jahr 2004 schrieb er das Drehbuch und führte Regie beim 13-minütigen Horrorfilm Im Dunkeln.